# Мечевская, Робертина
Робертина Мечевская (макед. Робертина Мечевска, родилась 16 ноября 1984 в Струге) — македонская гандболистка, линейная команды «Вардар» и сборной Македонии.

## Карьера игрока
Выступала ранее за македонские команды «Евростандарт», «Кометал Джорче Петров» и «Металлург» из Скопье, а также за турецкий клуб «Милли Пьянго».
За сборную Македонии провела 68 игр и забила 106 голов.